# Торкелль Длинный
Торкелль Длинный, Торкелл Высокий (англ. Thorkell the Tall, норв. Torkjell Høge, швед. Torkel Höge, дат. Torkild den Høje) — один из вождей йомсвикингов. Отличался высоким ростом, длинными руками и ногами. «Был он на вид нескладен, поскольку тело имел обычное, только слишком долгие руки странно свисали по бокам».
Упоминается как один из предводителей йомсвикингов, сыгравших важную роль в морском сражении в Хьорундарфьорде (другое название — Битва при Хьёрунгаваге) с норвежским ярлом Хаконом. 
Впоследствии Торкелль Длинный упоминается как соратник будущего короля Кнуда в его борьбе за престол Англии. Торкелль доказал свою преданность королю, и в 1017 году был провозглашен эрлом Восточной Англии, будучи одним из фаворитов Кнуда. Во время отсутствия короля Торкелль назначался временным правителем, отвечающим за военные дела и соблюдение порядка в стране, хотя, в то же время, государственными делами и законами ведал архиепископ Вульфстан. Таким образом, Кнуд препятствовал сосредоточению власти в одних руках во время своего отсутствия. Торкелль Длинный умер в собственной постели сразу после того как король Кнуд назначил его своим наместником в Дании. Место Торкелля на посту занял ярл Ульф Торгильсон.

## В культуре
- Является второстепенным героем аниме-адаптации манги Vinland Saga (Сага о Винланде).
- Тим Северин «Побратимы меча». Первоисточником книг Т. Северина стали саги, входящие в фундаментальный свод «Круг Земной», составленный в XIII в.